# Modifications territoriales des Pays-Bas autrichiens
Les modifications territoriales des Pays-Bas autrichiens vient en appui de l'article consacré aux Pays-Bas autrichiens (en Latin Belgium Austriacum) qui sont l’appellation des Pays-Bas méridionaux pendant le régime autrichien au XVIIIe siècle. Le territoire des Pays-Bas pendant le régime autrichien est bien plus modeste en comparaison des territoires qui ont été occupés par les Espagnols.

## Composition des Pays-Bas autrichiens

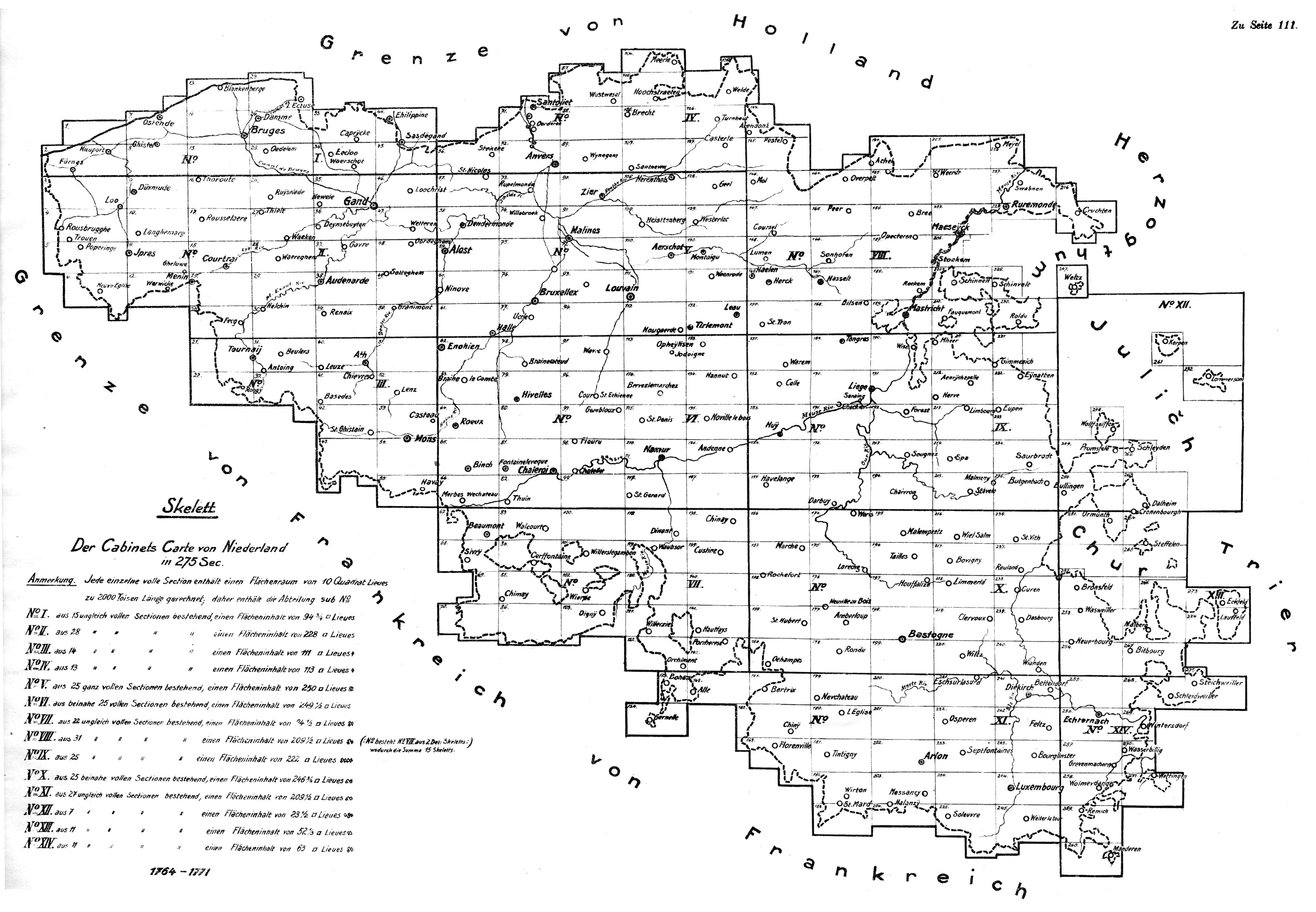
Carte des Pays-Bas (1764-1771)

Les Pays-Bas autrichiens sont composés des provinces suivantes :
- : le Duché de Brabant, y compris le Marquisat d'Anvers ;
- : le Duché de Limbourg et pays d'Outre-Meuse (la ville de Rolduc) ;
- : le Duché de Luxembourg et le Comté de Chiny ;
- : le Duché de Gueldre ;
- : le Comté de Flandre ;
- : le Comté de Hainaut ;
- : le Comté de Namur ;
- : la Seigneurie de Malines ;
- : la province de Tournai-Tournaisis[1] (charte de 1424).

## Modifications de limites externes des Pays-Bas autrichiens
Dans les Actes préliminaires, signés à La Haye, le 28 mai 1709, relatifs au futurs traité d'Utrecht de 1713 :
- L'article XXII précise que Le Roi (de France) cèdera aux États Généraux les villes de Furnes, Furnerambacht, le Fort de la Knocque[2], Menin, Ypres, Warneton, Commine, Werwic, Popperingue, Lille, Tournai, Condé et Maubeuge pour servir de barrière[3].
- L'article XXIII précise que Le Roi (de France) rendra toutes les villes, forts et places que la France occupe dans les Pays-Bas espagnols.
- L'article XXXV engage le Roi (de France) à évacuer Namur, Mons et Charleroi dès le 5 juin, Luxembourg, Condé, Tournai et Maubeuge dans les quinze jours qui suivent, Nieuwpoort, Furnes et les forts de Knok et d'Ypres avant le 5 juillet 1709.

Ces actes préliminaires sont refusés par le Roi de France (lettre du 27 novembre 1709
Le Projet de Paix (1710) proposé par la France reprend l'article suivant :
- L'article IV confirme la cession aux États Généraux des Provinces-Unies les places de l'Article XXII des Préliminaires, à savoir Furnes, le fort de Knok, Menin, Ypres, Lille, Tournaie, Condé et Maubeuge. Cet article précise que les places occupées par la France dans les PAys)Bas seront remises au pouvoir de l'Archiduc d'Autriche.

### Traité d'Utrecht (1713)
En 1713, par les traités d'Utrecht la France cède à l'Autriche, qui hérite des Pays-Bas espagnols, les villes de Furnes, Lo, Ypres, Poperingue, Roulers et Menin avec leur dépendances, ainsi que les parties des villes de Wervicq, Comines et Warneton situées sur la rive nord de la Lys. Ces territoires cédés à l'Autriche en 1713 sont appelés la Flandre rétrocédée ou West-Flandre. La France cède aussi à l'Autriche Tournai et le Tournaisis (sauf Saint-Amand, Mortagne et leurs dépendances).
Le traité de paix, entre Louis XIV et les Provinces-Unies, est conclu à Utrecht le 11 avril 1713 :
- L’article VII précise que Louis XIV doit remettre aux Provinces-Unies, en faveur de la maison d'Autriche, tous les territoires occupés dans les Pays-Bas espagnols tels que le roi Charles II les possédait au moment du traité de Ryswick et que la maison d'Autriche ne pourra en disposer qu'une fois qu'un accord sera convenu entre les Provinces-Unies et l'Autriche concernant la mise en place d'une barrière. Cet article précise également que le roi de Prusse conservera les territoires occupés dans la province de Gueldre[note 2] mais aussi l'Ammanie de Kriekenbeek et le Pays de Kessel.
- L’article VIII précise également que Louis XIV doit remette aux Provinces-Unies, toujours en faveur de la maison d'Autriche, et dans les quinze jours après ratifications du traité, le duché de Luxembourg y compris le comté de Chiny, le comté de Namur, mais aussi les villes de Charleroi et de Nieuport.

### Traité de Rastatt (1714)
Le traité de Rastatt est signé entre Louis XIV et l'empereur Charles VI le 6 mars 1714.
- L'article XX précise le retrait de la France aux limites entre la France et les Pays-Bas méridionaux telles qu'elles existaient lors du décès de Charles II d'Espagne (1er novembre 1700). De plus, la France reconnait les droits de la maison d'Autriche sur Menin, Tournai et le Tournaisis[4].
- L'article XXI confirme la session de la France à l'Autriche de Furnes, Loo, Dixmude, Ypres, Roulers[5].

### Traité des barrières (1715)
Le traité des Barrières est un traité signé entre l'Empereur d'Autriche, le Roi de Grande-Bretagne et les États Généraux des Provinces-Unies, le 15 novembre 1715 à Anvers.
- L'article XVII autorise la présence de troupes hollandaises et l'occupation de forts frontaliers des Pays-Bas de l'Escaut jusqu'à la mer. À cet effet la frontière entre les Provinces-Unies et les Pays-Bas est revue[7].

- L'article XVIII confirme la cession de l'Autriche aux Provinces-Unies de Venlo, du fort de Stevenweert et d'autres places et villages des Gueldres[8].

### Traité des barrières (1718)
Le 22 décembre 1718, une nouvelle convention est signée pour l'exécution du traité de la Barrière des Pays-Bas autrichiens entre l'empereur, le roi de Grande-Bretagne et les Provinces-Unies.

### 1746/1747
Pendant la guerre de Succession d'Autriche, Louis XV regroupe, en 1746, les villes de Mons, Saint-Ghislain, Charleroi et Namur avec le Hainaut français. De plus, en 1747, il réunit la ville et le port de Nieuport à la Flandre française.

### Convention des Limites (1769)
En 1769, à la suite de la convention des Limites, Louis XV cède à l'impératrice Marie-Thérèse des terres qui sont réunies au Tournaisis en 1779.

### Convention des Limites (1779)
En 1779, une nouvelle convention de limites entraîne des transferts de territoires entre la France et les Pays-Bas : transfert vers la France des communes de Gernelle et de Rumel dans les Ardennes et transfert vers le Tournaisis.
Les Pays-Bas sont maintenant composés des dix anciennes provinces (Brabant, Flandre, Hainaut, Namur, Luxembourg, Limbourg, Gueldre, Malines, Tournai et Tournaisis) et d'une nouvelle province, la West-Flandre.

## Modifications internes aux Pays-Bas
En 1717, l'empereur Charles VI ordonne la réunion de la province de Limbourg au pays et duché de Brabant.
En 1748, Marie-Thérèse sépare la prévoté de Marche de celle de Bastogne.
En 1782, le canton de Rawée (Province de Luxembourg) est partagé entre la communauté Saint-Vincent et la barronie de Jamoinge.
En 1783, le village de Zetrud-Lumay est attribué au comté de Namur.